# 朝倉尚
朝倉 尚（あさくら ひさし、1942年 - 2021年4月9日）は、日本中世文学の研究者、広島大学名誉教授、鈴峯女子短期大学教授。専門は中世五山文学、禅林文学。

## 人物・来歴
大阪市生まれ。修道高等学校を経て、1964年広島大学教育学部高等学校教育科国語科専攻卒、70年同大学院文学研究科国文科博士課程単位修得退学。72年岡山大学専任講師、74年助教授、84年広島大学教養部助教授、87年教授、総合科学部教授、2006年定年退官、名誉教授、鈴峯女子短期大学教授。97年「抄物の世界と禅林の文学」で角川源義賞受賞。2000年同書で広島大学文学博士。2021年4月9日死去。叙正四位、瑞宝中綬章追贈。

## 著書
- 『禅林の文学 中国文学受容の様相』清文堂出版 1985
- 『就山永崇・宗山等貴 禅林の貴族化の様相』清文堂出版 1990
- 『抄物の世界と禅林の文学 中華若木詩抄・湯山聯句鈔の基礎的研究』清文堂出版 1996
- 『禅林の文学 詩会とその周辺』清文堂出版 2004

## 参考
- J-GLOBAL:
- 鈴峯女子短大: